# 海坨子站
海坨子站是位于吉林省大安市大榆树乡的一个铁路车站，邮政编码131305。车站建于1966年，有通让铁路经过该站，现办理客货运业务，车站及其上下行区间均未电气化。车站距离通辽站245公里，隶属沈阳铁路局，是四等站。